# 148 Галија
148 Галија (лат. 148 Gallia) је астероид главног астероидног појаса са пречником од приближно 97,75 km.
Афел астероида је на удаљености од 3,283 астрономских јединица (АЈ) од Сунца, а перихел на 2,259 АЈ.
Ексцентрицитет орбите износи 0,184, инклинација (нагиб) орбите у односу на раван еклиптике 25,317 степени, а орбитални период износи 1684,886 дана (4,612 године).
Апсолутна магнитуда астероида је 7,63 а геометријски албедо 0,164.
Астероид је откривен 7. августа 1875. године.